# Jajogłowy
Jajogłowy (ang. egghead) – obecnie żartobliwe, chociaż pierwotnie pejoratywne i pogardliwe określenie intelektualisty.
W XX wieku jedną z najbardziej znanych kampanii przeciwko „jajogłowym” było amerykańskie tzw. „polowanie na czarownice” w dobie maccartyzmu. Według wspierającego tę kampanię Bromfielda (1952) jajogłowy był „doktrynalnym zwolennikiem środkowo-europejskiego socjalizmu, któremu przeciwstawiają się grecko-francusko-amerykańskie idee demokracji i liberalizmu”.